# أندرو سنكلير (كاتب)
أندرو سنكلير (بالإنجليزية: Andrew Sinclair)‏ هو كاتب ومؤرخ وكاتب سيناريو بريطاني، ولد في 21 يناير 1935 في أكسفورد في المملكة المتحدة.

## وصلات خارجية
- أندرو سنكلير على موقع IMDb (الإنجليزية)
- أندرو سنكلير على موقع ألو سيني (الفرنسية)
- أندرو سنكلير على موقع أول موفي (الإنجليزية)
- أندرو سنكلير على موقع قاعدة بيانات الأفلام السويدية (السويدية)
- أندرو سنكلير على موقع قاعدة بيانات الفيلم (الإنجليزية)
- أندرو سنكلير على موقع كينوبويسك (الروسية)